# Хукер (округ)
Округ Хукер (англ. Hooker County) — округ, расположенный в штате Небраска (США) с населением в 783 человека по статистическим данным переписи 2000 года. Столица округа находится в деревне Маллен.

## История
Округ Хукер был образован 1889 году и получил своё официальное название в честь генерал-майора армии союзников во период Гражданской войны Джозефа Хукера.

## География
По данным Бюро переписи населения США округ Хукер имеет общую площадь в 1870 квадратных километров, из которых 1867 кв. километров занимает земля и 3 кв. километра — вода. Площадь водных ресурсов округа составляет 0,05 % от всей его площади.

### Соседние округа
- Черри (Небраска) — север
- Томас (Небраска) — восток
- Мак-Ферсон (Небраска) — юг
- Артур (Небраска) — угол на юго-западе
- Грант (Небраска) — запад

## Демография
По данным переписи населения 2000 года в округе Хукер проживало 783 человека, 220 семей, насчитывалось 335 домашних хозяйств и 440 жилых домов. Средняя плотность населения составляла 0,0 человек на один квадратный километр. Расовый состав округа по данным переписи распределился следующим образом: 98,72 % белых, 0,38 % коренных американцев, 0,13 % азиатов, 0,64 % смешанных рас, 0,13 % — других народностей. Испано- и латиноамериканцы составили 1,02 % от всех жителей округа.
Из 335 домашних хозяйств в 26,90 % — воспитывали детей в возрасте до 18 лет, 60,30 % представляли собой совместно проживающие супружеские пары, в 3,90 % семей женщины проживали без мужей, 34,30 % не имели семей. 33,10 % от общего числа семей на момент переписи жили самостоятельно, при этом 19,10 % составили одинокие пожилые люди в возрасте 65 лет и старше. Средний размер домашнего хозяйства составил 2,26 человек, а средний размер семьи — 2,90 человек.
Население округа по возрастному диапазону по данным переписи 2000 года распределилось следующим образом: 24,00 % — жители младше 18 лет, 4,10 % — между 18 и 24 годами, 21,60 % — от 25 до 44 лет, 23,40 % — от 45 до 64 лет и 26,90 % — в возрасте 65 лет и старше. Средний возраст жителей округа составил 45 лет. На каждые 100 женщин в округе приходилось 83,40 мужчин, при этом на каждых сто женщин 18 лет и старше приходилось 84,80 мужчин также старше 18 лет.
Средний доход на одно домашнее хозяйство в округе составил 27 868 долларов США, а средний доход на одну семью в округе — 35 114 долларов. При этом мужчины имели средний доход в 25 234 доллара США в год против 16 250 долларов США среднегодового дохода у женщин. Доход на душу населения в округе составил 15 513 доллара США в год. 4,90 % от всего числа семей в округе и 6,90 % от всей численности населения находилось на момент переписи населения за чертой бедности, при этом 5,30 % из них были моложе 18 лет и 13,10 % — в возрасте 65 лет и старше.

## Основные автодороги
- Автомагистраль 2
- Автомагистраль 97

## Населённые пункты

### Деревни
- Маллен

### Другие
- Дануэлл